# Technik Gewerkschaft Luftfahrt
Die Technik Gewerkschaft Luftfahrt (TGL) ist eine Gewerkschaft, die das Ziel hat, Personal in der zivilen Luftfahrt zu vertreten. Am 11. September 2002 wurde der Verein als A.R.T.E. e.V. gegründet. Auf einer Mitgliederversammlung im November 2010 erfolgte die Umbenennung in TGL Technik Gewerkschaft Luftfahrt. Seit 2015 ist die TGL Teil der Industriegewerkschaft Luftfahrt IGL. Das Tarifgeschehen soll in Zukunft in der IGL stattfinden.